# محمد عرفان (مغني)
محمد عرفان (بالهندية: मोहम्मद इरफान अली؛ بالإنجليزية: Mohammad Irfan Ali) هو مغني هندي، ولد في 1 يوليو 1984 في حيدر آباد في الهند.